# Mårten Hagström
Mårten Hans Hagström (Örnsköldsvik, 27 aprile 1971) è un chitarrista svedese, dal 1993 membro del gruppo metal Meshuggah.
È il chitarrista ritmico del gruppo. Nel 1993 prende il posto di Jens Kidman, che da allora abbandonerà la chitarra per concentrarsi esclusivamente alla voce. È noto per l'uso di complesse partiture poliritmiche suonate con chitarre a 7 e 8 corde Ibanez custom.

## Discografia

### Album di studio
- 1991 - Contradictions Collapse
- 1995 - Destroy Erase Improve
- 1998 - Chaosphere
- 2002 - Nothing
- 2005 - Catch Thirtythree
- 2008 - ObZen
- 2012 - Koloss
- 2018 - The Violent Sleep of Reason
- 2022 - Immutable

### Album live
- 2010 - Alive

### EP
- 1989 - Psykisk Testbild (Meshuggah)
- 1994 - None
- 1995 - Selfcaged
- 1997 - The True Human Design
- 2004 - I

### Demo
- 1989 - Ejaculation of Salvation
- 1993 - Promo 1993

### Split
- 1996 - Hypocrisy/Meshuggah

### Compilation
- 2001 - Rare Trax